# Jefferson Pinto
Jefferson Pinto (Buena Fe, Provincia de Los Ríos, Ecuador, 27 de marzo de 1990) es un futbolista ecuatoriano que juega de volante defensivo.

## Trayectoria

### Clubes
Jefferson Pinto se inició en las inferiores del Club Sport Emelec. El 15 de agosto de 2007 debutó en la Serie A de Ecuador, bajo la dirección técnica de Humberto Pizarro, en un partido en el Estadio Capwell en el que Emelec venció 4-0 a Deportivo Cuenca. Anotó su primer gol en primera división con Emelec el 23 de febrero del 2008, en la victoria de su equipo de visitante 0-3 ante Universidad Católica de Quito en el estadio Olímpico Atahualpa.
El 2010 jugó en River Plate Ecuador.
 El 2011 hizo la pretemporada con Emelec en Argentina, y luego pasó al Deportivo Quevedo. El 2012 pasa a Universidad Católica de Quito, el 2013 al América de Quito y después al Imbabura SC, el 2014 se une al CD Los Loros y el 2015 pasa a Rocafuerte FC.

### Selección nacional
El 2007 con la selección sub-17 fue campeón ganando medalla de oro en los Juegos Panamericanos de fútbol de Río de Janeiro.
También ha sido convocado a la selección sub-23, y a la Selección absoluta de Ecuador.

## Clubes
| Club                | País    | Año       |
| ------------------- | ------- | --------- |
| Emelec              | Ecuador | 2007-2010 |
| River Ecuador       | Ecuador | 2010      |
| Deportivo Quevedo   | Ecuador | 2011      |
| U.Católica de Quito | Ecuador | 2012      |
| América de Quito    | Ecuador | 2013      |
| Imbabura SC         | Ecuador | 2013      |
| CD Los Loros        | Ecuador | 2014      |
| Rocafuerte FC       | Ecuador | 2015      |

## Palmarés

### Selección nacional
| Título                         | Equipo                      | País    | Año  |
| ------------------------------ | --------------------------- | ------- | ---- |
| Juegos Panamericanos en Fútbol | Selección de Ecuador Sub-17 | Ecuador | 2007 |